# ママ・サンバ・バルデ
ママ・サンバ・バルデ（ポルトガル語: Mama Samba Baldé、1995年11月6日 - ）は、ギニアビサウとポルトガルのサッカー選手。ギニアビサウ代表。ポジションはMFまたはDF。

## クラブ歴
ビサウに生まれ、9歳の頃にポルトガルに移住。2013年にSUシントレンセからスポルティング・クルーベ・デ・ポルトゥガルの下部組織に移籍金なしで移籍。2014年5月11日にリーガプロのスポルティング・クルーベ・デ・ポルトゥガルBの試合で75分にウスマン・ドラメと交代で投入されプロ初出場。2015年1月にカンペオナート・デ・ポルトゥガルのスポルト・ベンフィカ・エ・カステロ・ブランコに半年の期限付き移籍。2015-16シーズンはスポルティングBに復帰、9月30日にプロ初得点。このシーズンは38試合に出場した。
2017年夏にプリメイラ・リーガのCDアヴェスに期限付き移籍。移籍後初出場となった9月11日の試合では、右サイドバックとして出場した。このシーズンはクラブ史上初のタッサ・デ・ポルトガル制覇を成し遂げた。2019年2月にはプリメイラ・リーガでの得点が9となり、アヴェスの選手がプリメイラ・リーガで得点した最高記録を塗り替えた。
2019年6月27日にリーグ・アンのディジョンFCOが3年契約でスポルティングから彼を獲得した。
2021年7月31日、ESTACトロワと4年契約を結んだ。
2023年8月30日、オリンピック・リヨンに買取オプション付きで期限付き移籍。その後2024年に買取オプションが行使され、完全移籍となった。

## 代表歴
2019年6月8日に行われたアンゴラ代表との親善試合でトニ・シルヴァに代えて投入されギニアビサウ代表デビュー。